# Rabona

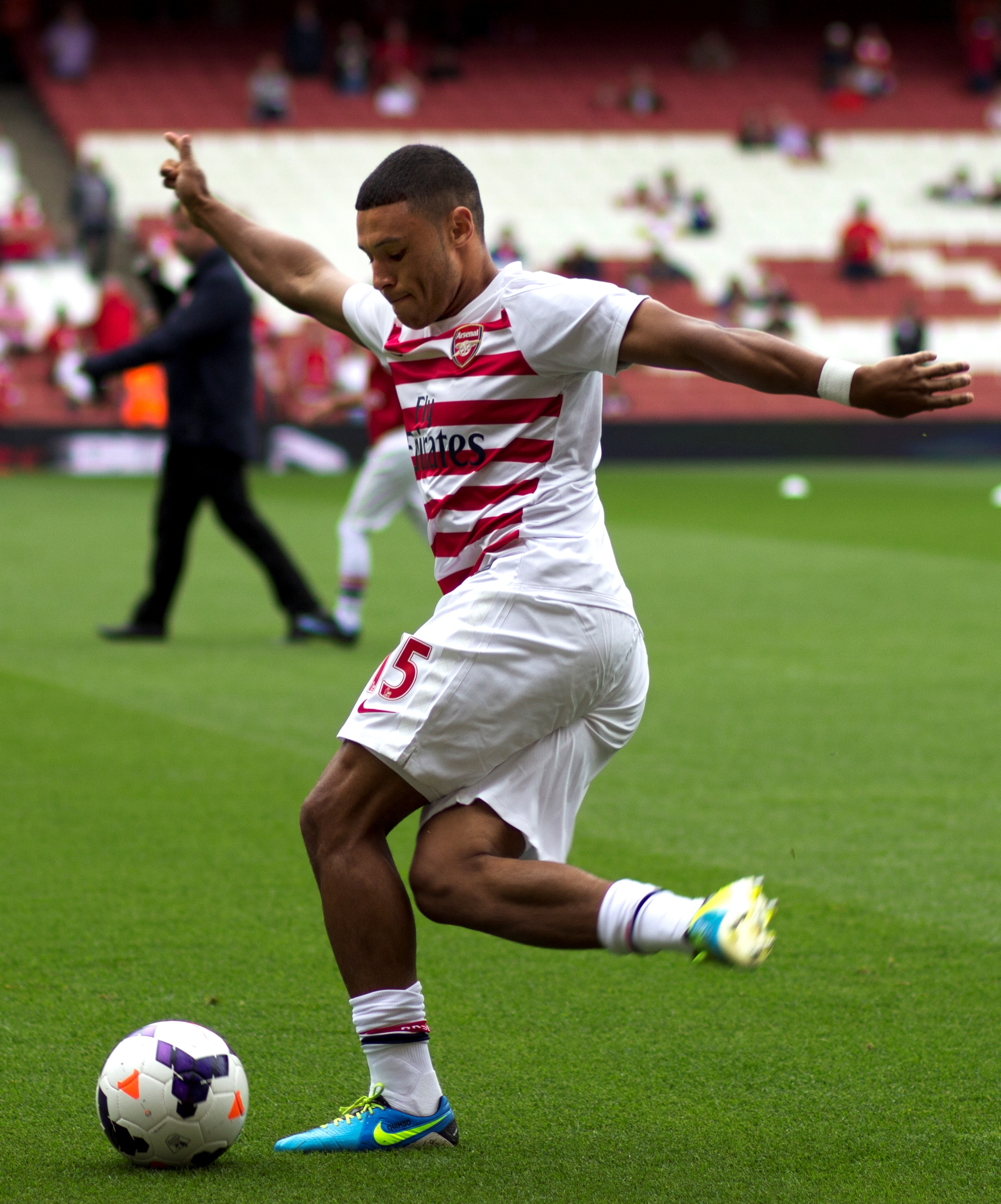
Alex Oxlade-Chamberlain aplicando uma rabona em um jogo do Arsenal em 17 de agosto de 2013.

A rabona, também conhecida no Brasil como letra, é uma habilidade avançada de futebol que consiste no jogador chutar a bola, onde a perna que efetua o arremate fica cruzada por atrás do pé de apoio. Existem várias razões pelas quais um jogador pode optar por golpear a bola desta forma: por exemplo, um atacante com habilidades avançadas de pé direito e sem ângulo de chute para o gol, pode optar por chutar de rabona com uma maior chance de precisão, do que um arremate com o pé esquerdo. Outro caso poderia ser um ala de pé direito fazendo uma cruzamento ao jogar no lado esquerdo do campo sem ter que girar primeiro. Outra razão pela qual um jogador pode realizar uma rabona pode ser confundir um jogador de defesa, ou simplesmente para mostrar sua própria capacidade, uma vez que é considerado um truque hábil em qualquer nível.
A primeira vez em que a rabona foi utilizada ocorreu em um jogo entre Estudiantes de la Plata e Rosario Central pelo Campeonato Argentino de Futebol de 1948, onde Ricardo Infante tornou-se conhecido como o criador da rabona. Ela se tornou conhecida pelos brasileiros ao ser aplicada por Pelé no Campeonato Paulista de Futebol de 1957.
Vários jogadores são conhecidos por aplicarem a rabona em jogos oficiais, destacando-se Diego Maradona, Roberto Baggio, Cristiano Ronaldo, Ronaldinho, Karim El Ahmadi, Gianfranco Zola, Roberto Carlos, Ariel Ortega, David Villa, Wesley Sneijder, Zlatan Ibrahimović, Luis Suárez, Léo Lima, Eden Hazard, Joe Cole, Erik Nevland, Marko Arnautović, Ángel Di María, Jay Jay Okocha, Marcos Rojo, Fabrizio Miccoli, Clint Dempsey, Jordan Henderson, Rivaldo, Ricardo Quaresma, Ricardo Infante, Arjen Robben, Érik Lamela, Neymar, Carlton Palmer, Jonathan Calleri, Marcelo Carrusca,Robert LewandowskiEdson Arantes do Nascimento Harry Kewell, Carlos Bacca e Matías Fernández.